# FPGAマガジン
『FPGAマガジン』はCQ出版社が出版するFPGAを専門的に扱う『インターフェース』の増刊誌である。
CQ出版発行の雑誌『インターフェース』の増刊として2013年に前年に休刊になったディジタル・デザイン・テクノロジの後を引き継ぐ形で創刊された。VHDL・verilog・IPコア・マイクロプロセッサなどFPGAに関する情報を取り扱っている。
2018年1月にNo.20の発売を中止した。発行予定は未定とされているが、2019年9月現在、発行のお知らせは行われておらず、事実上の休刊となっている。

## 特集記事
各号では、以下のように特集記事が企画されている。
No.1
高速ビデオ・インターフェース×FPGA
No.3
高速Ethernet×FPGA
No.4
高速シリアルATA×FPGA
No5
Linux/Android×FPGA
No.6
カメラ×画像処理×FPGA
No.7
モータ&ロボット×FPGA
No.8
アナログ・ミックス！FPGA×A-D/D-A変換
No.9
ハイレゾ24/32ビット！ オーディオ×FPGA
No.10
やっぱり楽ちん！C言語×FPGA
No.11
性能UP！アルゴリズム×手仕上げHDL
No.12
ARMコアFPGA×Linux初体験
No.13
入門もホビーもピッタリ! ワンチップFPGA=MAX 10
No.14
XilinxもAlteraも無償時代！最新C開発ツール大研究
No.15
車に農業!?AI時代のチャレンジ!リアルタイム動画認識
No.16
プログラム1つだけでハードもソフトも！C/C++でFPGA
No.17
はじめてのスペクトラム解析
No.18
Googleも推す新オープンソースCPU　RISC-Vづくり
No.19
PC×FPGAの世界!MyUSBオーディオ
No.20
休刊